# Калугинская улица (Казань)
Калугинская улица (тат. Калуга урамы, Kaluga uramı) — улица в историческом районе Ямки Кировского района Казани.

## География
Начинаясь от улицы Ползунова, заканчивается у территории гипермаркета «Metro».

## История
Возникла в местности Ямки (Ягодинские Ямки), существовавшей с начала XX века. Сама же улица начинает упоминаться с 1920-х годов под современным названием; предположительно, она же упоминалась до революции под названием Ямки Калугинские.
На 1939 год на улице имелось около 25 домовладений: № 1–29 по нечётной стороне (с пропусками) и № 4–16 по чётной.
На части улицы сохранилась малоэтажная деревянная застройка, которая сносилась, в частности, под постройку общежития кожобъединения, а также в связи с постройкой гипермаркета «Metro».
В первые годы советской власти административно относилась к 6-й части города; после введения в городе деления на административные районы относилась к Кировскому району.

## Примечательные объекты
- № 1а/2а — жилой дом завода «Серп и Молот» (снесён).[16]
- № 4 — бывшее общежитие кожобъединения.[17]

## Транспорт
Общественный транспорт по улице не ходит; ближайшая остановка общественного транспорта — «Мулланура Вахитова» (автобус, трамвай) на улице Большая Крыловка. Ближайшая станция метро — «Козья слобода».